# Малая Сторона
Малая Сторона — деревня в Междуреченском районе Вологодской области.
Входит в состав Сухонского сельского поселения, с точки зрения административно-территориального деления — в Сухонский сельсовет.
Расстояние до районного центра Шуйского по автодороге — 0,2 км. Ближайшие населённые пункты — Космово, Шуйское, Воинское.
По переписи 2002 года население — 58 человек (20 мужчин, 38 женщин). Всё население — русские.